# Armando Ariel Ramírez Marín
Armando Ariel Ramírez Marín (Montenegro (Colombia), 1973) is een Colombiaans componist, muziekpedagoog en dirigent.

## Levensloop
Ramírez Marín kreeg zijn eerste muzieklessen in de plaatselijke Banda (harmonieorkest) die gedirigeerd werd door José Noel Zapata. In 1989 werd hij lid van de Banda Municipal de Apía, die onder leiding stond van Rubo Marín. In 1992 werd hij solist in de Banda Departamental del Quindío. Met een studiebeurs van het ministerie van cultuur van Colombia studeerde hij binnen het nationale programma voor harmonieorkesten in de departementen Risaralda en Qunidío. 
Sinds 1992 is hij dirigent van verschillende Bandas, zoals de Banda Sinfónica de la Escuela de Música aan de Universidad Tecnológica de Pereira in Pereira, de Bandas Sinfónica Juvenil e Infantil de Paipa (Red de Bandas), de Banda Municipal de Apía en Bandas in Montenegro (Colombia), Buenavista (Quindío), Quimbaya, Calarcá, Salamina (Caldas) en Marsella. Verder is hij dirigent van de Banda Musical Juvenil de Armenia in Armenia (Quindío). 
In 2006 behaalde hij het diploma voor muziekopleiding aan de Universidad de Caldas in Caldas (Antioquia). Hij is docent aan de Escuela de Música van de Universidad Tecnológica de Pereira in Pereira. 
Als componist schreef hij tot nu (begin 2010) rond 40 werken. In 2004 ging tijdens het Certamen Internacional de Bandas de Música Ciudad de Valencia met de Banda Sinfónica Ciudad Pereira de Risaralda (Colombia) zijn werk Raíces y Transformaciones (Suite Colombiana) in première. Hij is een veelgevraagd jurylid bij wedstrijden en concoursen.

## Composities (uittreksel)

### Werken voor harmonieorkest
- 2004 Raíces y Transformaciones (Suite Colombiana)
  1. Joropo
  2. Pasillo
  3. Guabina
  4. Currulao
- 2008 Pequeño torbellino
- Segovia, paso-doble